# Tilman Remme
Tilman Remme (* 1961 in West-Berlin) ist ein deutscher Historiker, Journalist und Dokumentarfilmer.
Remme besuchte bis 1979 die bilinguale John-F.-Kennedy-Schule in Berlin-Zehlendorf. Danach begann er ein Geschichtsstudium an der FU Berlin. In den 1980er Jahren wurde er durch den British Council gefördert und legte 1990 bei Alan Sked an der London School of Economics and Political Science seinen Ph.D. in International History ab (Thesis: Britain and Regional Cooperation in South-East Asia, 1945–49). Er arbeitete zunächst als Journalist beim internationalen Hörfunksender BBC World Service sowie für die Dokumentarfilmreihe Panorama und die Fernseh-Informationssendung Newsnight, beide von der BBC produziert, bevor er in die Dokumentarfilm- bzw. Geschichtsabteilung der BBC Television wechselte und dort das auf BBC Two laufende Timewatch-Format gestaltete. 2004 machte er sich als Dokumentarfilmer selbstständig; Remme, der in London lebt, ist seit 2005 Inhaber der Produktionsfirma Picture Films.

## Filmografie (Auswahl)
- The Nazis: A Warning from History (mit Laurence Rees, 1997) – BFI TV 100 (Platz 96)
- Hitler and the Invasion of Britain (1998)
- The British in India (1998)
- The Spies who fooled Hitler (1999)
- Catching the Killers (2001)
- Battle for Berlin (2002)
- Colosseum: Rome’s Arena of Death (2003)
- Top Ten Egypt (2003)
- Blackbeard: The Real Pirate Of The Caribbean (2005)[1]
- The Hunt for the Double Eagle (2007)
- Legend of the Crystal Skulls (2008)
- Gefangen in Beijing/The Boxer Rebellion (2008)
- Earth Under Water (2010)
- Bible Hunters (2014)
- Tatort Matterhorn/Murder on the Matterhorn (mit Gieri Venzin 2015)
- Pioniere Am Himmel/Who Flew First (2016)
- Humboldt und die Neuentdeckung der Natur/Humboldt Epic Explorer[2] (2018)